# Lissodelphininae
Lissodelphininae – podrodzina ssaków wodnych z rodziny delfinowatych (Delphinidae).

## Podział systematyczny
Do podrodziny należą następujące rodzaje:
- Sagmatias Cope, 1866
- Cephalorhynchus J.E. Gray, 1846 – tonin
- Lissodelphis Gloger, 1841 – delfiniec